# Šmarjeta, Kotmara vas
Šmarjeta (nemško St. Margarethen) je naselje v Občini Kotmara vas v Okraju Celovec-dežela na avstrijskem Koroškem na geografskem področju Gur.

## O krajevnem imenu
Pavel Zdovc opredeli rabo krajevnega imena kot sledi:
Šmarjeta pri Kotmari vasi; tudi Šmarjeta nad Kotmaro vasjo; nemško St. Margarethen; v Šmarjeti, v Šmarjeto, iz Šmarjete; šmarješki, Šmarječani, občina Kotmara vas, pošna številka 9071 Kotmara vas.